# Nuria Barrios
Nuria Barrios Fernández (Madri, 1962) é uma escritora e jornalista espanhola.
É doutora em filosofia pela Universidade Complutense de Madri. Trabalhou como jornalista, o que, segundo ela mesma, ajudou-a a observar personagens e situações que utilizou em suas narrativas

## Obras
- 2015 - Ocho centímetros (Páginas de Espuma), contos
- 2012 - Nostalgia de Odiseo (Vandalia), poemas
- 2011 - El alfabeto de los pájaros (Seix Barral), novela
- 2004 - El hilo de agua (Algaida), poemas
- 2000 - El zoo sentimental (Alfaguara), contos
- 2000 - Balearia (Plaza y Janés), relato de viagem
- 1998 - Amores patológicos (Ediciones B), novela